# Koeliedepot

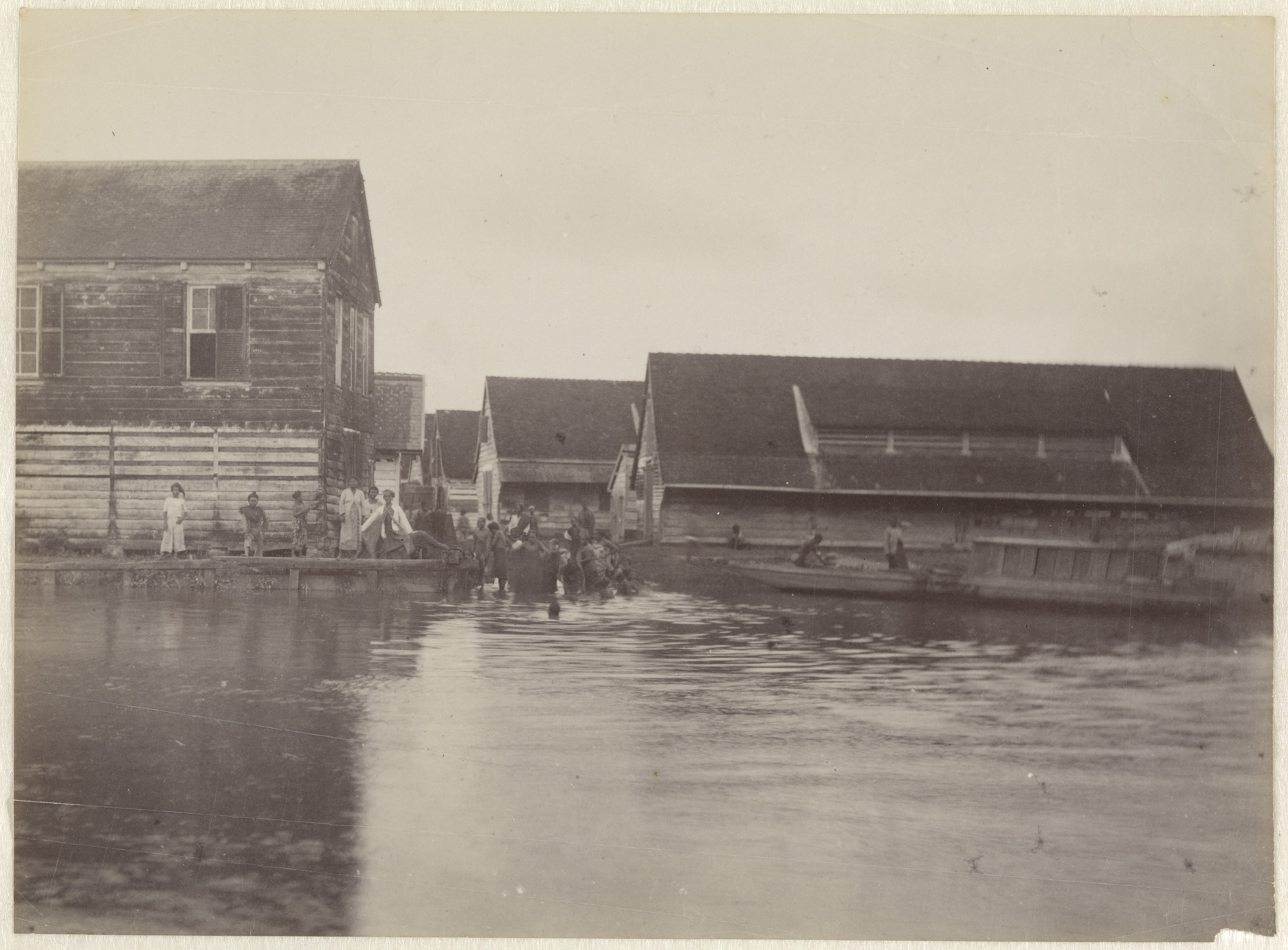
Immigrantendepot gezien vanaf de Surinamerivier (Foto Julius Muller 1882-1902)

Het koeliedepot of immigrantendepot was het opvangcentrum aan de Surinamerivier in Combé in Suriname. Hier werden Hindoestaanse en later Javaanse contractarbeiders ondergebracht bij hun aankomst in Suriname. Zij werden vanaf 1872 door het gouvernement geworven om het tekort aan arbeiders op te vullen dat ontstaan was door de afschaffing van de slavernij in 1863. Vanaf 1890 werd het depot ook gebruikt als eerste onderkomen voor Javaanse contractarbeiders. De leiding van het depot lag bij het Immigratiedepartement, met aan het hoofd de agent-generaal voor de Immigratie.

## Locatie en huisvesting
Het depot stond in de wijk Combé in Paramaribo. Het was een driehoekig terrein dat begrensd werd door de Sommelsdijckse Kreek, de Surinamerivier en de Kleine Waterstraat. Op het terrein stonden enkele houten loodsen die bij het Bouwdepartement in gebruik waren als magazijn of werkplaats. Huisvesting van contractarbeiders in loodsen was sinds 1872 verboden. De voorwaarden die aan immigrantenhuisvesting werden gesteld vereisten dus dat bestaande loodsen werden verbouwd of nieuwe barakken werden opgericht. In zo'n barak moesten scheidingswanden zijn aangebracht zodat er kamers ontstonden van twee bij drie meter. Per kamer mochten niet meer dan drie personen of een huisgezin worden ondergebracht.

## Functie

### Hindoestaanse immigranten
Tussen 1873 en 1916 vervoerden 64 schepen in totaal 34.304 Hindoestanen van Brits-Indië naar Suriname. De schepen meerden af voor het Fort Nieuw-Amsterdam of, bij voldoende diepgang, aan de kade bij Paramaribo. Aan boord ondergingen de immigranten een medisch onderzoek. De agent-generaal voor de Immigratie controleerde de monsterrol en alle documenten en persoonlijke gegevens van de immigranten. Vanuit Nieuw-Amsterdam werden de migranten in kleinere schepen naar Paramaribo vervoerd. Vanaf de kade van Paramaribo liepen de migranten naar het koeliedepot. De zieken werden naar 's Lands Hospitaal overgebracht.
Tijdens een verblijf van twee tot drie weken in het koeliedepot werden de immigranten opnieuw medisch onderzocht en geregistreerd. Echtparen konden zich als gehuwd paar laten inschrijven. Mensen die elkaar hadden leren kennen tijdens de reis of in het depot konden met instemming van de agent-generaal alsnog trouwen en zich als gehuwd paar laten registreren. Iedere immigrant kreeg een identificatienummer dat bestond uit een letter en een getal van drie of vier cijfers. De letter correspondeerde met het jaar waarin zij aankwamen en ieder jaar werd met een nieuwe cijferreeks begonnen. Ten slotte werden de contractarbeiders toegekend aan de plantages of de werkgevers die contractarbeiders hadden besteld. De arbeidsovereenkomst die in het hoofddepot in Calcutta door de immigranten getekend was moest in Paramaribo ook ondertekend worden door de werkgever ("huurder"). Als aan alle formaliteiten was voldaan werden de contractarbeiders doorgaans met boten opgehaald door de planter of zijn vertegenwoordiger.

### Javaanse immigranten
Het depot was ook het eerste onderkomen van de Javaanse contractarbeiders. Tussen 1890 en 1939 arriveerden 32.956 immigranten uit Nederlands-Indië. In 1890 arriveerde een eerste groep van 94 Javanen met een contract voor vijf jaar met de Nederlandsche Handel-Maatschappij voor werk op plantage Mariënburg. De laatste groep van 995 Javaanse immigranten arriveerde met de m.s. Kota Gedé in 1939.

### Terugreis
Het depot was eveneens in gebruik voor de opvang van migranten die hun contract hadden uitgediend en na vijf jaar terug wilden keren naar hun land. In het contract was bepaald dat zij recht hadden op vrije (kosteloze) terugkeer. In het depot werden de voorbereidingen getroffen voor de zeereis. Tijdens de wachttijd vond de financiële afhandeling plaats. Naast geldbedragen, die werden beheerd door het Surinaamse Immigratiedepartement, betrof het in bewaring gegeven juwelen en munten. Het gespaarde geldbedrag bedroeg gemiddeld 184 gulden en werd in Calcutta uitbetaald. Er zijn 22 retourtransporten naar Brits-Indië georganiseerd waarmee 11.690 Hindoestanen zijn teruggekeerd. Hierin meegeteld de kinderen die in Suriname waren geboren.
Het recht op kosteloze terugkeer was ook overeengekomen met de Javaanse immigranten. Tussen 1890 en 1938 werden 7.684 immigranten vanuit het koeliedepot gerepatrieerd en in 1954 keerden nog eens 1.000 migranten terug naar Indonesië.

## Bekostiging
De kosten van het depot waren onderdeel van de financiering van de immigratie die voor rekening kwam van het gouvernement. Een geldlening van 900.000 gulden van de regering in Nederland werd in 1874 goedgekeurd, hiermee werden alle voorschotten betaald. In 1880 werd een immigratiefonds opgericht. De planters moesten ongeveer 60% van de aanvoerkosten betalen en een jaarlijks hoofdgeld aan het gouvernement afdragen van 5 gulden voor een mannelijke immigrant en 2,5 gulden voor een vrouwelijke immigrant van boven de 15 jaar. Ook stelde het gouvernement een invoerheffing op rijst in. De aanvoerkosten voor de planters bedroegen ca. 200 gulden. Eenzelfde bedrag kwam voor rekening van de overheid.

## Huidige situatie
Op het terrein aan de Kleine Waterstraat staan sinds 1962 hotels van de Torarica Group. Ter herinnering aan de komst van de eerste Hindoestaanse immigranten is in 1994 het immigratiemonument Baba en Mai onthuld. Het monument staat aan de Kleine Combéweg, dicht bij het terrein waar het koeliedepot stond.

## Fotogalerij

Immigranten worden bij aankomst in Paramaribo aan boord van het transportschip geïnspecteerd. (Foto Julius Muller 1885)
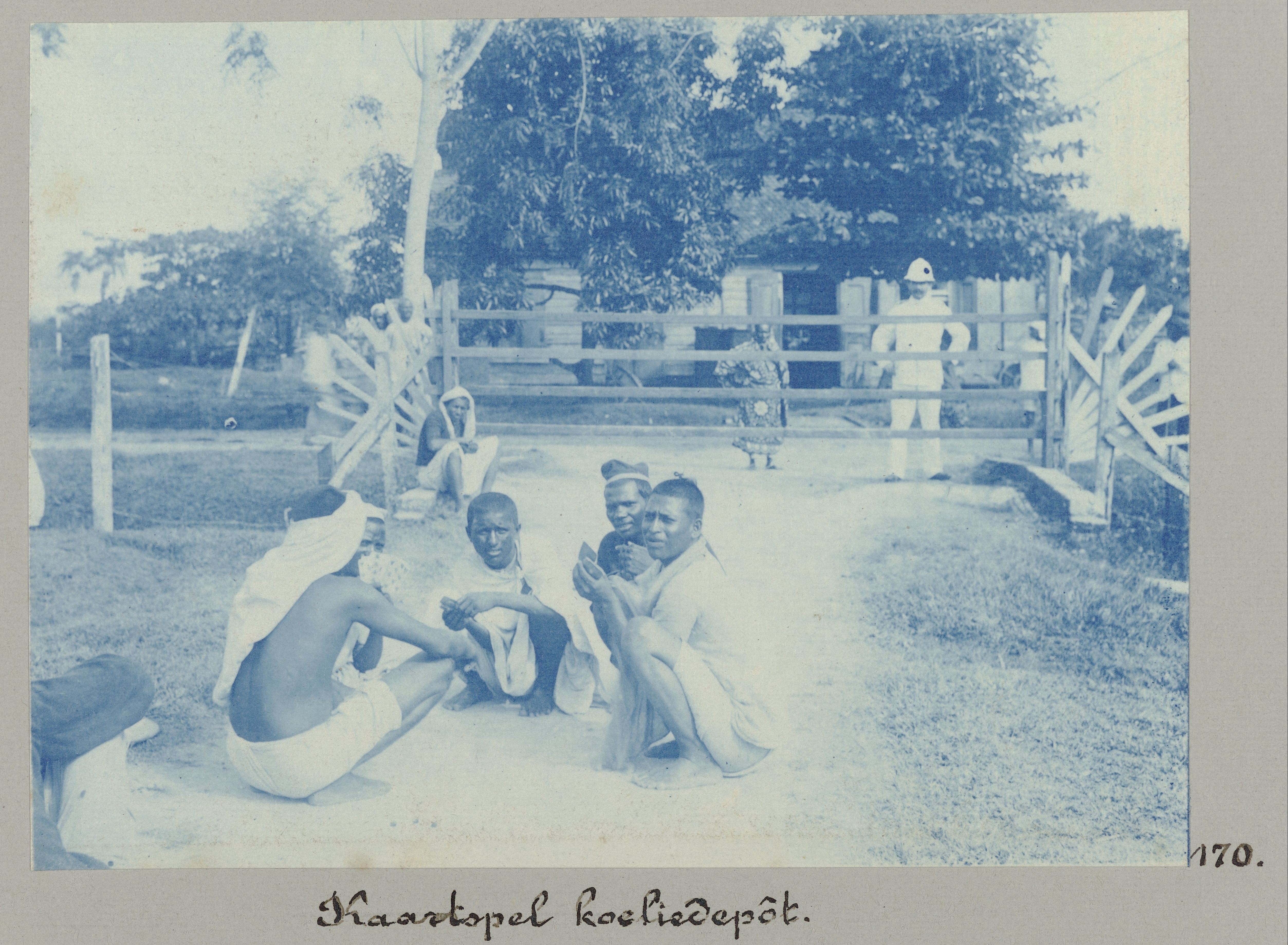
Kaartspelende mannen in het immigrantendepot, het centrale verzamelpunt voor immigranten in Paramaribo. (Foto toegeschreven aan Hendrik Doijer 1906-1913)
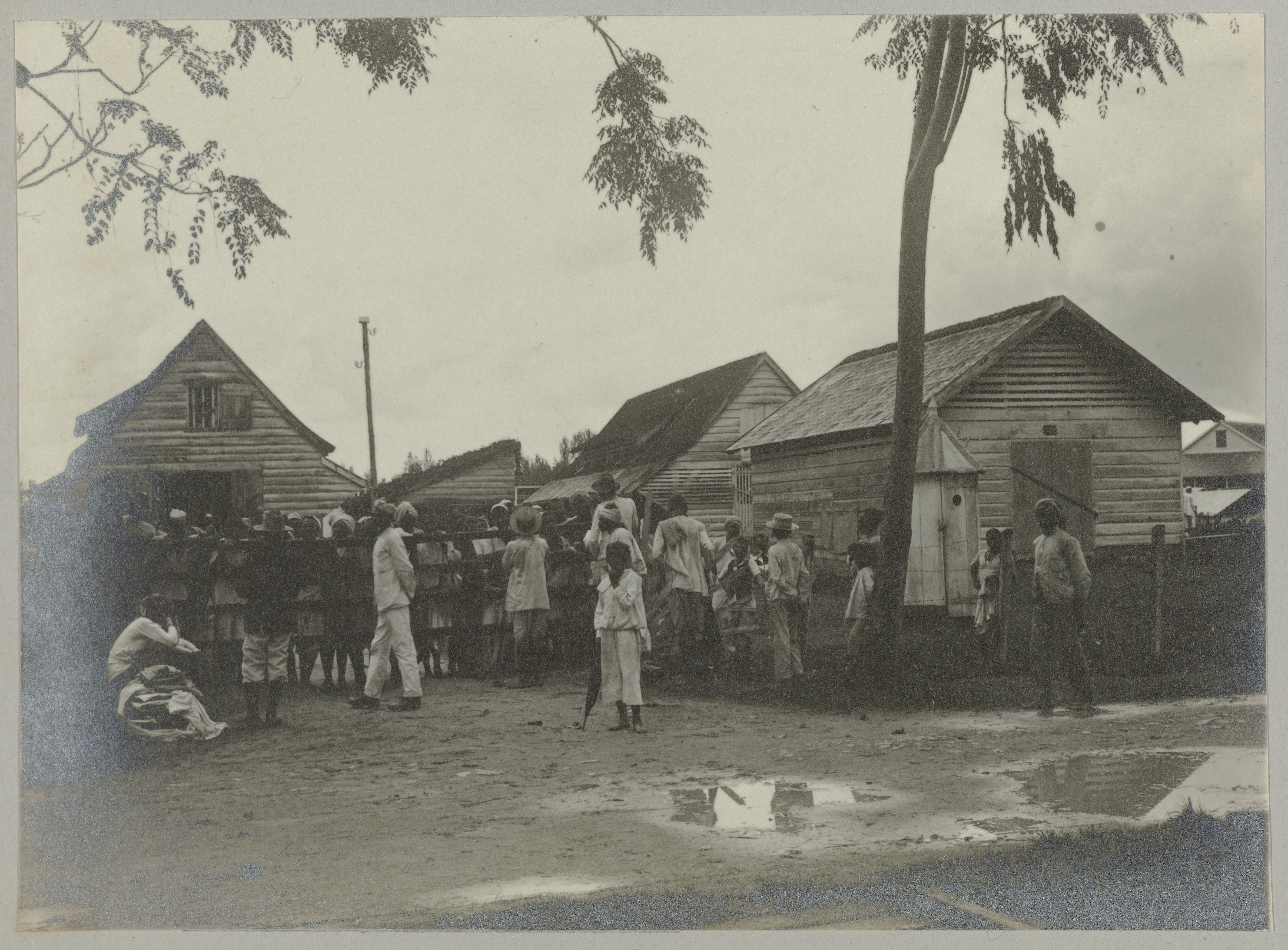
Contractarbeiders uit Brits-Indië, bij de ingang van het koeliedepot aan de Kleine Waterstraat. (Foto toegeschreven aan Hendrik Doijer 1906-1913)
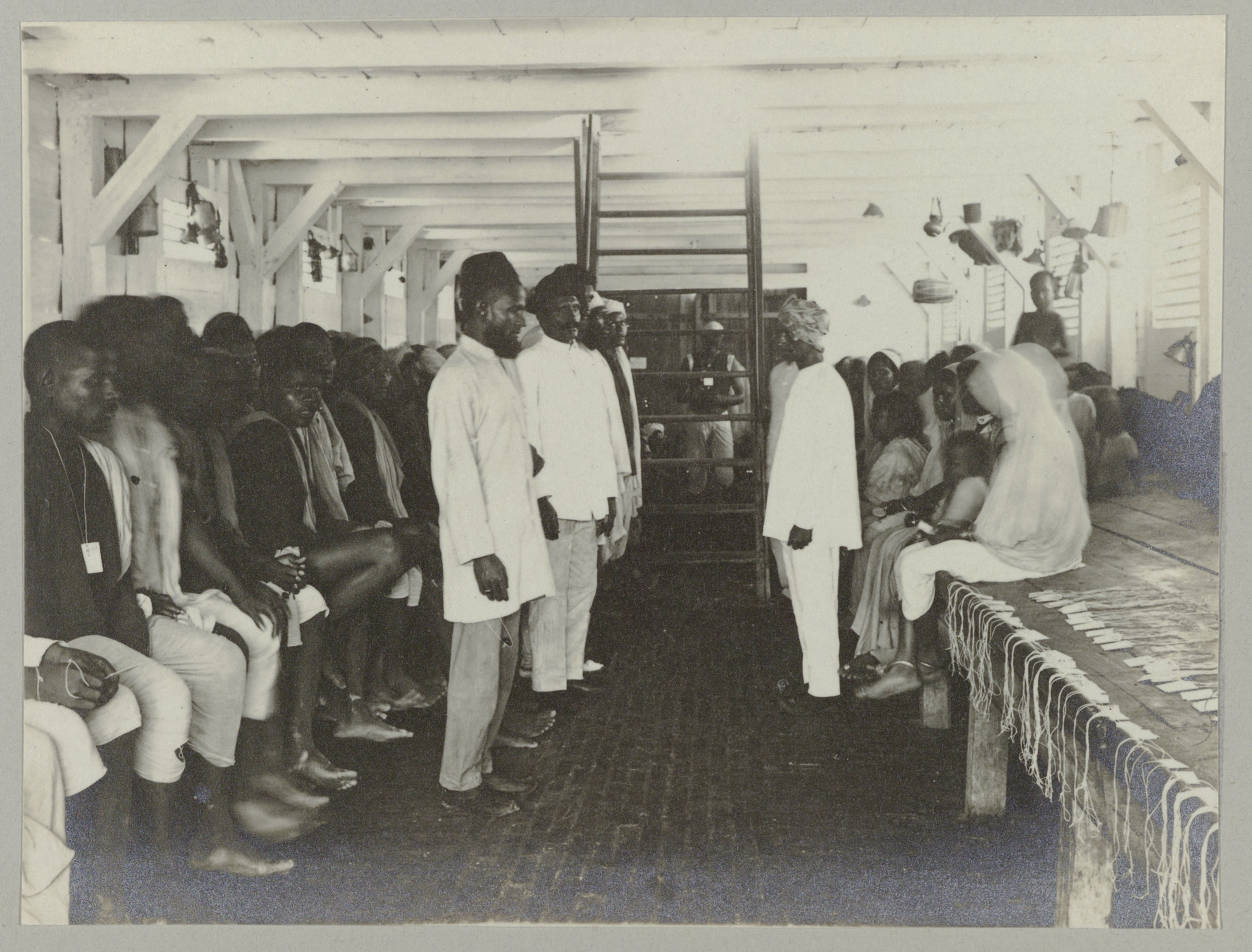
Contractarbeiders uit Brits-Indië in een van de barakken tijdens de toedeling aan de plantages. (Foto toegeschreven aan Hendrik Doijer 1906-1913)
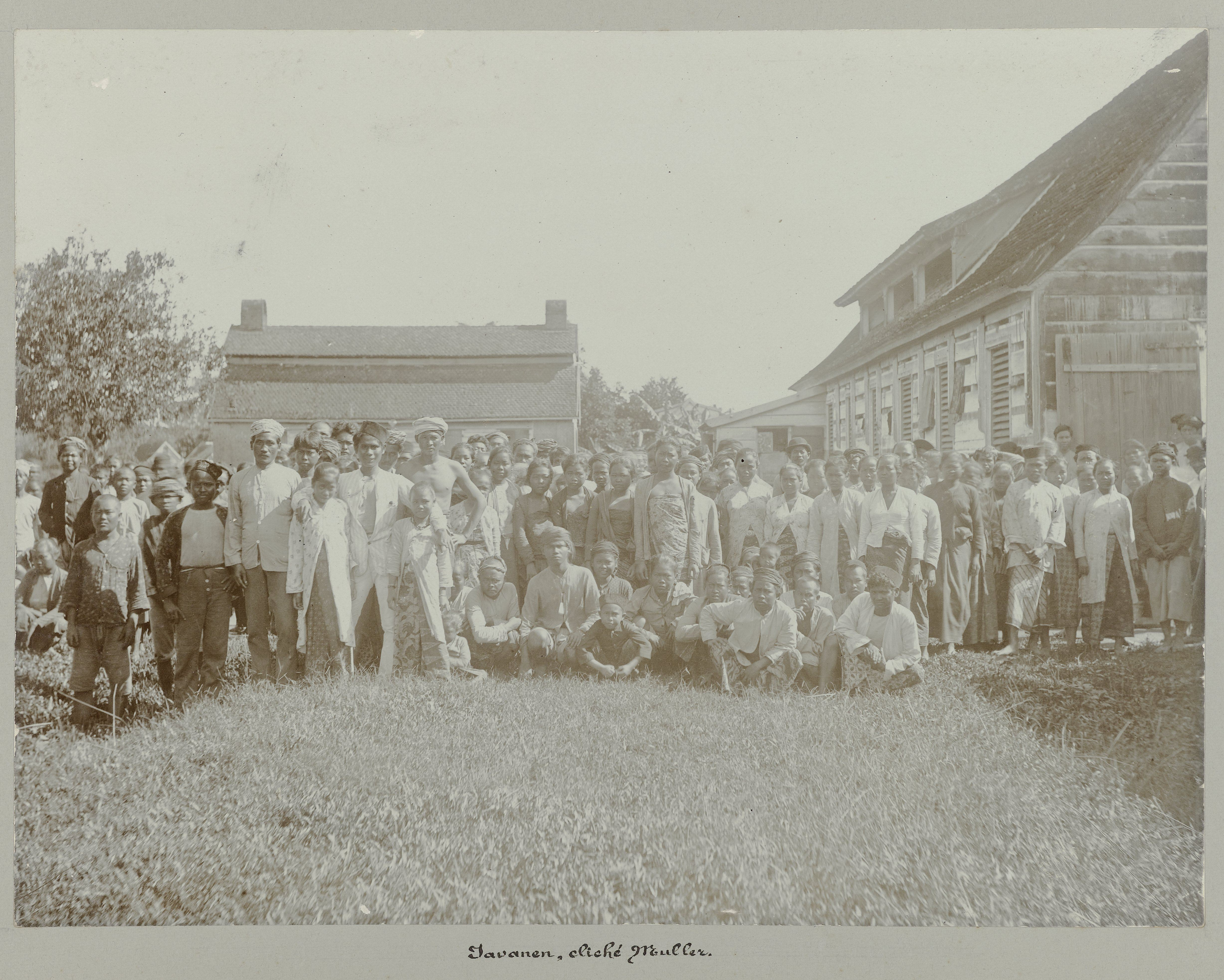
Groepsfoto van Javaanse contractarbeiders in het koeliedepot (Foto Julius Muller 1885-1895)
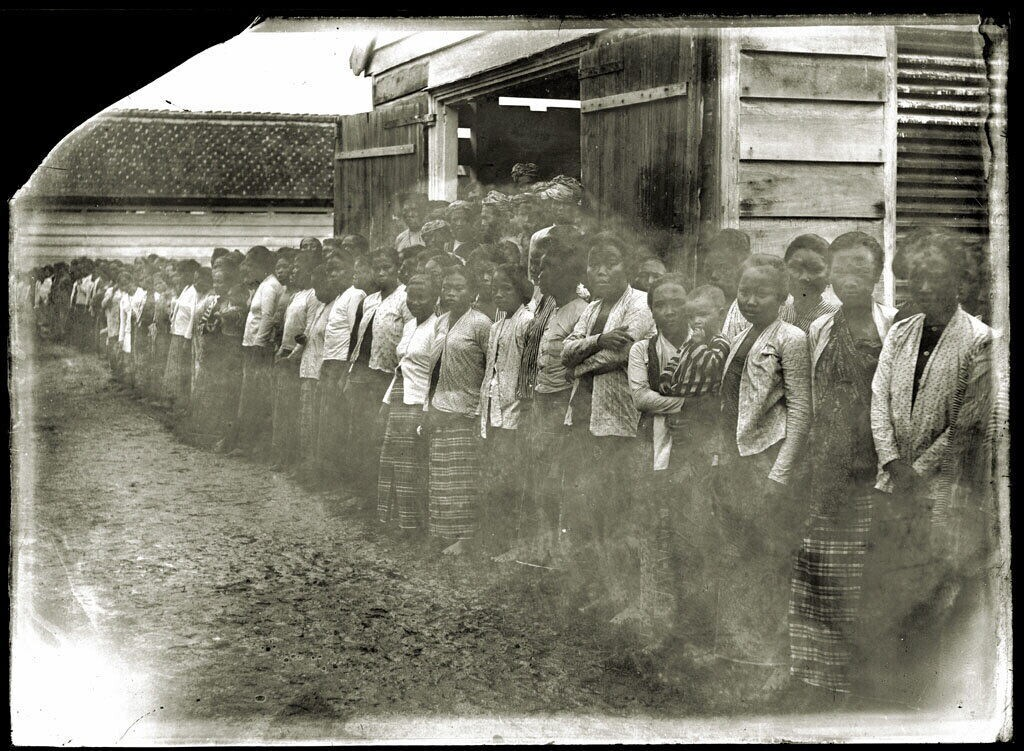
Javaansche vrouwen in het immigrantendepot te Paramaribo. (Foto Theodoor van Lelyveld 1895-1898)